# Beg Ferati
Beg Ferati (Pristina, 10 novembre 1986) è un ex calciatore svizzero, di origini kosovare, difensore.

## Carriera

### Nazionale
Gioca la sua prima partita con la Nazionale maggiore il 10 agosto 2011 in occasione dell'amichevole contro il Liechtenstein.

## Statistiche

### Presenze e reti nei club
Statistiche aggiornate al 10 marzo 2016.
| Stagione                 | Squadra                  | Campionato               | Campionato | Campionato | Coppe nazionali | Coppe nazionali | Coppe nazionali | Coppe continentali | Coppe continentali | Coppe continentali | Altre coppe | Altre coppe | Altre coppe | Totale | Totale |
| Stagione                 | Squadra                  | Comp                     | Pres       | Reti       | Comp            | Pres            | Reti            | Comp               | Pres               | Reti               | Comp        | Pres        | Reti        | Pres   | Reti   |
| ------------------------ | ------------------------ | ------------------------ | ---------- | ---------- | --------------- | --------------- | --------------- | ------------------ | ------------------ | ------------------ | ----------- | ----------- | ----------- | ------ | ------ |
| 2005-2006                | Basilea II               | PLC                      | 28         | 0          | CS              | 0               | 0               | -                  | -                  | -                  | -           | -           | -           | 28     | 0      |
| 2006-2007                | Concordia Basilea        | CL                       | 31         | 1          | CS              | 1               | 0               | -                  | -                  | -                  | -           | -           | -           | 32     | 1      |
| 2007-gen. 2008           | Concordia Basilea        | CL                       | 14         | 1          | CS              | 1               | 0               | -                  | -                  | -                  | -           | -           | -           | 15     | 1      |
| Totale Concordia Basilea | Totale Concordia Basilea | Totale Concordia Basilea | 45         | 2          |                 | 2               | 0               |                    |                    |                    |             |             |             | 47     | 2      |
| gen.-giu. 2008           | Basilea                  | SL                       | 5          | 0          | CS              | 0               | 0               | CU                 | 0                  | 0                  | -           | -           | -           | 5      | 0      |
| 2008-2009                | Basilea                  | SL                       | 18         | 0          | CS              | 4               | 0               | UCL                | 4                  | 0                  | -           | -           | -           | 26     | 0      |
| 2009-2010                | Basilea                  | SL                       | 17         | 0          | CS              | 4               | 0               | UEL                | 3                  | 0                  | -           | -           | -           | 24     | 0      |
| 2010-2011                | Basilea                  | SL                       | 16         | 0          | CS              | 3               | 0               | UCL                | 6                  | 0                  | -           | -           | -           | 25     | 0      |
| Totale Basilea           | Totale Basilea           | Totale Basilea           | 56         | 0          |                 | 11              | 0               |                    | 13                 | 0                  |             |             |             | 80     | 0      |
| 2011-2012                | Friburgo                 | BL                       | 6          | 0          | CG              | 1               | 0               | -                  | -                  | -                  | -           | -           | -           | 7      | 0      |
| 2012-gen. 2013           | Friburgo                 | BL                       | 0          | 0          | CG              | 0               | 0               | -                  | -                  | -                  | -           | -           | -           | 0      | 0      |
| Totale Friburgo          | Totale Friburgo          | Totale Friburgo          | 6          | 0          |                 | 1               | 0               |                    |                    |                    |             |             |             | 7      | 0      |
| gen.-giu. 2013           | Winterthur               | CL                       | 17         | 2          | CS              | 0               | 0               | -                  | -                  | -                  | -           | -           | -           | 17     | 2      |
| 2013-2014                | Sion                     | SL                       | 31         | 0          | CS              | 3               | 0               | -                  | -                  | -                  | -           | -           | -           | 34     | 0      |
| 2014-2015                | Sion                     | SL                       | 0          | 0          | CS              | 0               | 0               | -                  | -                  | -                  | -           | -           | -           | 0      | 0      |
| Totale Sion              | Totale Sion              | Totale Sion              | 31         | 0          |                 | 3               | 0               |                    |                    |                    |             |             |             | 34     | 0      |
| 2015-2016                | Bienna                   | CL                       | 12         | 0          | CS              | 2               | 0               | -                  | -                  | -                  | -           | -           | -           | 14     | 0      |
| Totale carriera          | Totale carriera          | Totale carriera          | 195        | 4          |                 | 19              | 0               |                    | 13                 | 0                  |             |             |             | 227    | 4      |

### Cronologia presenze e reti in Nazionale
| Cronologia completa delle presenze e delle reti in nazionale ― Svizzera | Cronologia completa delle presenze e delle reti in nazionale ― Svizzera | Cronologia completa delle presenze e delle reti in nazionale ― Svizzera | Cronologia completa delle presenze e delle reti in nazionale ― Svizzera | Cronologia completa delle presenze e delle reti in nazionale ― Svizzera | Cronologia completa delle presenze e delle reti in nazionale ― Svizzera | Cronologia completa delle presenze e delle reti in nazionale ― Svizzera | Cronologia completa delle presenze e delle reti in nazionale ― Svizzera |
| Data                                                                    | Città                                                                   | In casa                                                                 | Risultato                                                               | Ospiti                                                                  | Competizione                                                            | Reti                                                                    | Note                                                                    |
| ----------------------------------------------------------------------- | ----------------------------------------------------------------------- | ----------------------------------------------------------------------- | ----------------------------------------------------------------------- | ----------------------------------------------------------------------- | ----------------------------------------------------------------------- | ----------------------------------------------------------------------- | ----------------------------------------------------------------------- |
| 10-8-2011                                                               | Vaduz                                                                   | Liechtenstein                                                           | 1 – 2                                                                   | Svizzera                                                                | Amichevole                                                              | -                                                                       | 63’ 77’                                                                 |
| Totale                                                                  |                                                                         | Presenze                                                                | 1                                                                       |                                                                         | Reti                                                                    | 0                                                                       |                                                                         |

## Palmarès

### Club

#### Competizioni nazionali
- Campionato svizzero: 3

Basilea: 2007-2008, 2009-2010, 2010-2011
- Coppa Svizzera: 2

Basilea: 2007-2008, 2009-2010